# Pup-o, mă! No... sau Vârsta Bărbatului Neînflorit
Pup-o, mă! No... sau Vârsta Bărbatului Neînflorit este un film românesc ce va avea premiera la începutul anului 2023 și este regizat de Tudor Botezatu. Este continuarea filmelor Pup-o, mă! (2018),  Pup-o, mă! 2: Mireasa nebună (2021), respectiv serialul Pup-o, mă! 3: Înfruntarea bacilor (2022).

## Descriere
E ultima șansă a lui Tică de a pupa o mândră de Ziua Lânii, pentru că anul acesta împlinește „vârsta bărbatului neînflorit”.

## Distribuție
- Valentin Teodosiu - Pădurarul
- Alin Panc - Tică
- Cosmin Seleși - Bică
- Văru Săndel - Horică
- Kristina Cepraga - Lorette
- Florin Piersic - Bătrânul
- Nicu Bendea - Primarul
- Sorin Misirianțu - Detectiv
- Mărioara Sterian - Vrăjitoarea
- Enxhi Rista - Mama lui Horică
- Alexandru Georgescu - Fostul Primar
- Constantin Cojocaru - Tatăl lui Horică
- Valentin Popescu - Viceprimarul
- Ion Haiduc - Clarvăzătorul
- Alice Peneacă - Adina
- Alexandrina Halic - Bătrâna cu vaca

1. ↑  „Pup-o, mă! No... sau Vârsta Bărbatului Neînflorit”, Internet Movie Database